# Pavel Novák (zpěvák)
 Pavel Novák (10. března 1944 Přerov – 11. února 2009 Přerov) byl český, respektive moravský zpěvák, skladatel, hudebník a spisovatel, který se stal známým v šedesátých letech 20. století. V této době se podílel na prosazení rockového mužského pěveckého stylu. Měl zásluhu na uplatnění češtiny v populární hudbě (české texty převzatých skladeb).

## Životopis
Po maturitě na gymnáziu v Přerově (1962) studoval na Přírodovědecké fakultě Univerzity Palackého v Olomouci (biologie, tělesná výchova). Absolvoval v roce 1967. Zpívat začal v roce 1961 se souborem tradičního jazzu Dixiland Přerov. S tímto souborem pořídil v roce 1962 svoji první rozhlasovou nahrávku. Krátkou dobu zpíval i s orchestrem Alfa. V roce 1964 byl jedním ze spoluzakladatelů skupiny Synkopa. S touto skupinou natočil v roce 1966 velice úspěšnou píseň Vyznání. V rozhlasové Houpačce překonala tato píseň všechny dosavadní rekordy. Začal působit nejen jako zpěvák, ale i jako skladatel a textař. Postupně dostal nabídky k natáčení s Ostravským rozhlasovým orchestrem, či s Tanečním orchestrem Československého rozhlasu (TOČR). V roce 1967 zakládá vlastní skupinu Vox. S tímto hudebním seskupením natočil celou řadu hitů (Asi, Chodím, Viktoria...). S Voxem působil Pavel Novák zhruba 10 let a poté založil skupinu Proto. V ní se obklopil mladými rockovými hudebníky a natočil s nimi mimo jiné i úspěšnou skladbu Morava. Od počátku devadesátých let vystupuje s vlastní skupinou Family a velkou část svých koncertních aktivit směřoval na koncerty pro děti. Za více než 40 let působení na domácí hudební scéně vystupoval a natáčel prakticky se všemi špičkovými domácími orchestry. Koncertoval v Německu, Francii, USA, Kanadě, Austrálii, Mongolsku, Polsku, Jugoslávii, Belgii. Jeho ocenění jsou například: dvakrát Zlatý štít udělen vydavatelstvím Pantom, Bratislavská lyra a Děčínská kotva. Jedná se o autora několika knih (Jak jsem zpíval klokanům, Vyznání, I smrt se bojí...).
Pavel Novák podlehl rakovině prostaty v přerovské nemocnici 11. února 2009.
Jeho syn, Pavel Novák (†2022) byl také zpěvák, vnuk Filip je fotbalistou.

## Největší hity
- Vyznání
- Pihovatá dívka
- Jdou panenky trávou
- Asi
- Chodím
- Odpovím ti la la la
- Pojď se projít
- Morava
- Nádherná láska
- Podivný spáč
- Den mi tě odnes
- Jaký jsem
- Hvězdy
- Tvůj vlak
- Nesmíš mi lhát
- Malinká
- Chci zapomenout
- Hádej, hádej
- Žofie
- Vím, že jen sním

## Diskografie
- 2006 Pop galerie – Supraphon
- 2005 Pavel Novák dětem – Family
- 2004 Budeme si zpívat 8: Sport a hry – Family
- 2003 Pavel Novák – portréty českých hvězd – Areca Multimedia
- 2002 Budeme si zpívat 7: Výlet – Family
- 2002 Pavel Novák VOX a hosté – (záznam live koncertu 2002)
- 2001 Pavel Novák sedmkrát jinak – Family
- 2001 Hit na hit – Family
- 2001 Pavel Novák včera, dnes a zítra – Family
- 2001 Největší hity – Bonton (2 CD)
- 2000 Budeme si zpívat 6: Řemesla – Family
- 1998 Budeme si zpívat 5: Jak jsme přišli na svět – Family
- 1997 Synkopa:Tenkrát ve tři – Český rozhlas Ostrava
- 1996 20x Pavel Novák – Bonton
- 1996 Budeme si zpívat 4: Jak se máme chovat – Family
- 1995 Budeme si zpívat 3: Tradice a zvyky – Family
- 1994 Budeme si zpívat 2. Doktora se nebojíme – Family
- 1992 Budeme si zpívat: Zvěřinec – Family
- 1990 Pavel Novák 64–90 – Reset
- 1982 Sáček mléčných karamel – Panton
- 1978 Lísteček z javora – Panton
- 1976 Kruhy – Panton
- 1975 Pavel Novák – Amiga
- 1974 Pavel Novák a Orchestr Gustava Broma – Panton
- 1972 Proč zpívám – Panton
- 1969 Pavel Novák a VOX – Supraphon
- 1967 Pavel Novák

### Singly
- 1967 – Budu čekat v trávě / Tvůj vlak (Synkopa)
- 1967 – Vyznání / Večer v modrém (Vyznání - Synkopa, Večer v modrém - Ostravský rozhlasový orchestr Drahoslava Volejníčka)
- 1967 – Hvězdy / Nesmíš mi lhát (Synkopa)
- 1968 – Kroky bot / Chodím (VOX)
- 1969 – Odpovím ti la la la / Čekám na tvé pozvání (VOX)
- 1970 – Asi / Tón vět mi lál (VOX)
- 1971 – Pasák ovcí / Viktoria (VOX)